# أمرصيد
أمرصيد هي قرية أمازيغية مغربية وجماعة قروية وسط غربي المغرب. تنتمي أمرصيد لإقليم ميدلت بجهة درعة تافيلالت. تضم هذه الجماعة القروية 6.183 نسمة (إحصاء 2004).